# Régiment de La Reine cavalerie
Pour les articles homonymes, voir régiment de La Reine.
Le régiment de La Reine cavalerie est un régiment de cavalerie du royaume de France créé en 1651 devenu sous la République française et le Premier Empire, le 4e régiment de cuirassiers.

## Création et différentes dénominations
- 1643 : création du régiment de La Reine-Mère cavalerie
- 15 février 1651 : réformé
- 18 octobre 1651 : levée du régiment de La Reine-Mère cavalerie
- 1666 : renommé régiment de La Reine cavalerie
- 1er décembre 1761 : renforcé par incorporation du régiment de Sainte-Aldegonde cavalerie[1]
- 1er janvier 1791 : renommé 4e régiment de cavalerie
- 24 septembre 1803 : renommé 4e régiment de cuirassiers
- 1814 : renommé régiment de cuirassiers d’Angoulême
- 1815 : renommé 4e régiment de cuirassiers
- 21 décembre 1815 : licencié

## Équipement

### Drapeaux
6 étendards « de ſoye rouge, ſemez de fleurs de lys d’or, le chiffre de la Reine Marie, Princeſſe de Pologne, couronné & brodé en or & en argent aux quatre côtez, & frangez d’or et d’argent ».

Étendard du régiment de La Reine cavalerie
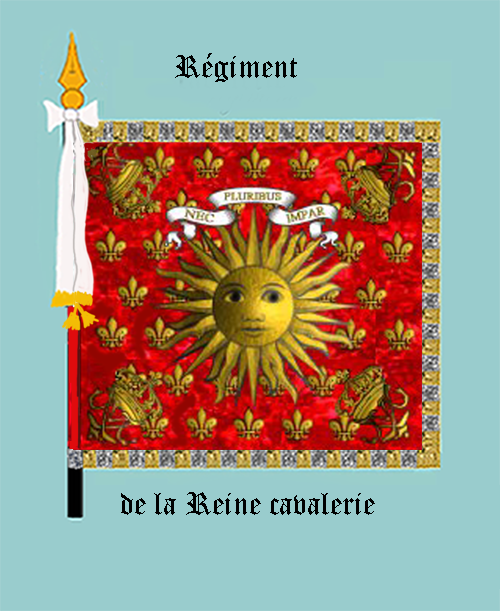
vers 1750, avers
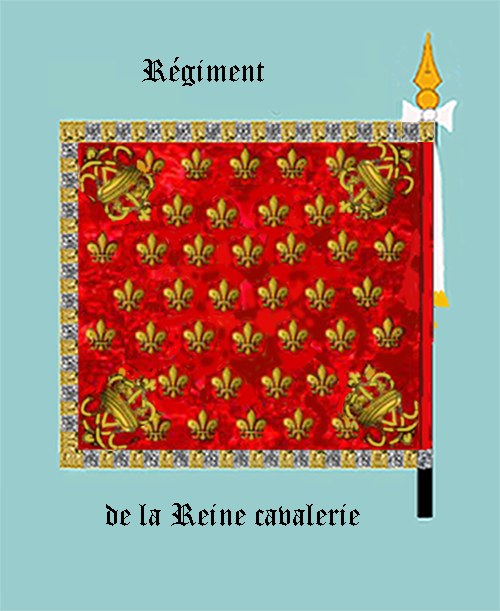
vers 1750, revers

### Habillement

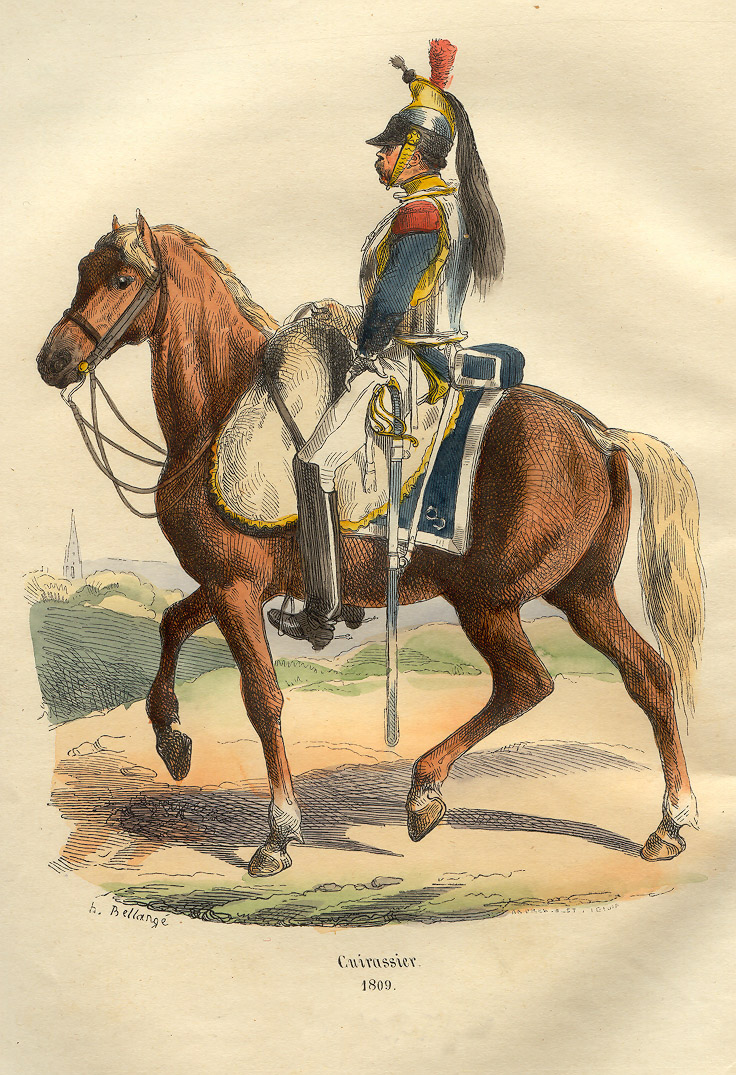
Cuirassier en 1809, gravure de Bellangé illustrant l’Histoire de Napoléon de Laurent de l’Ardèche, 1843.

Uniformes
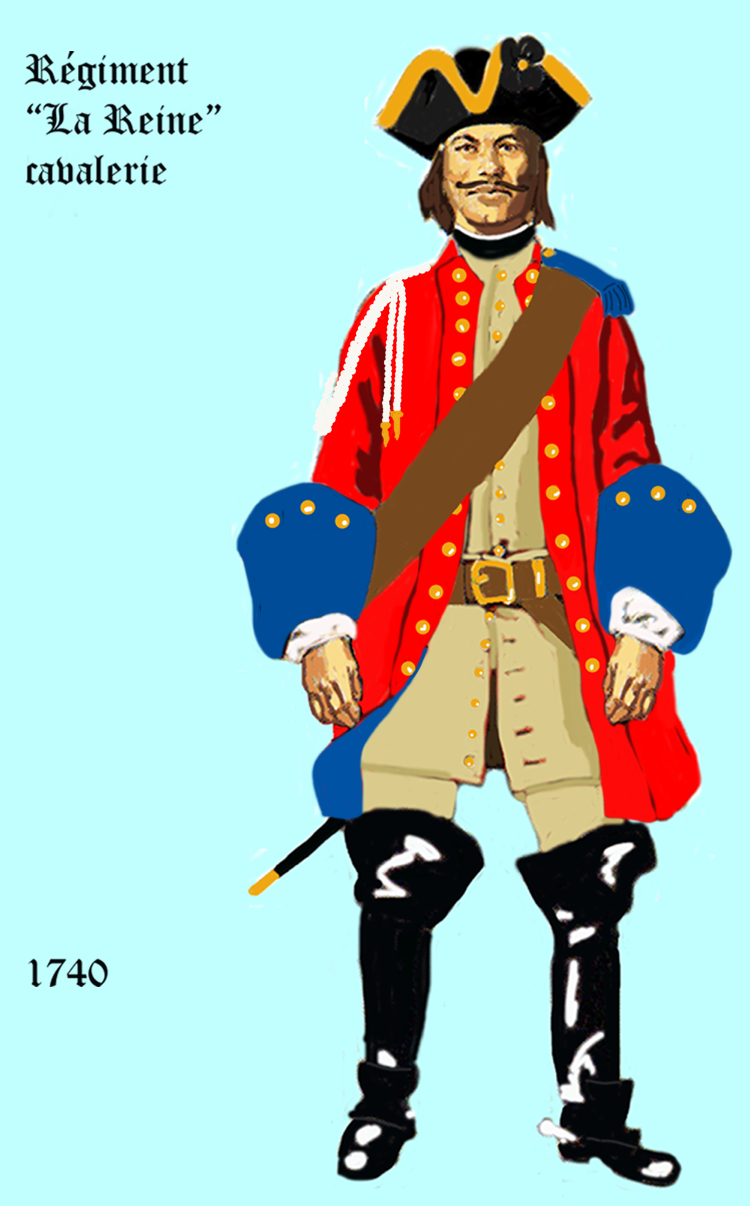
Régiment de La Reine cavalerie de 1740 à 1757
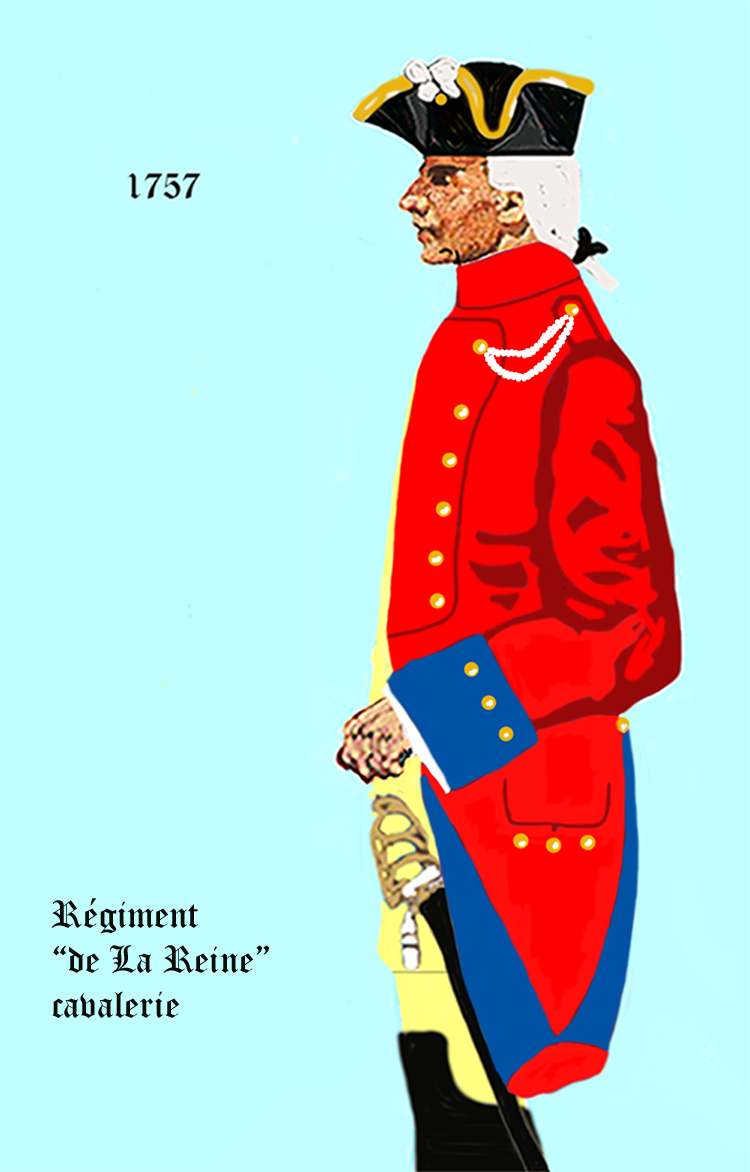
Régiment de La Reine cavalerie de 1757 à 1762
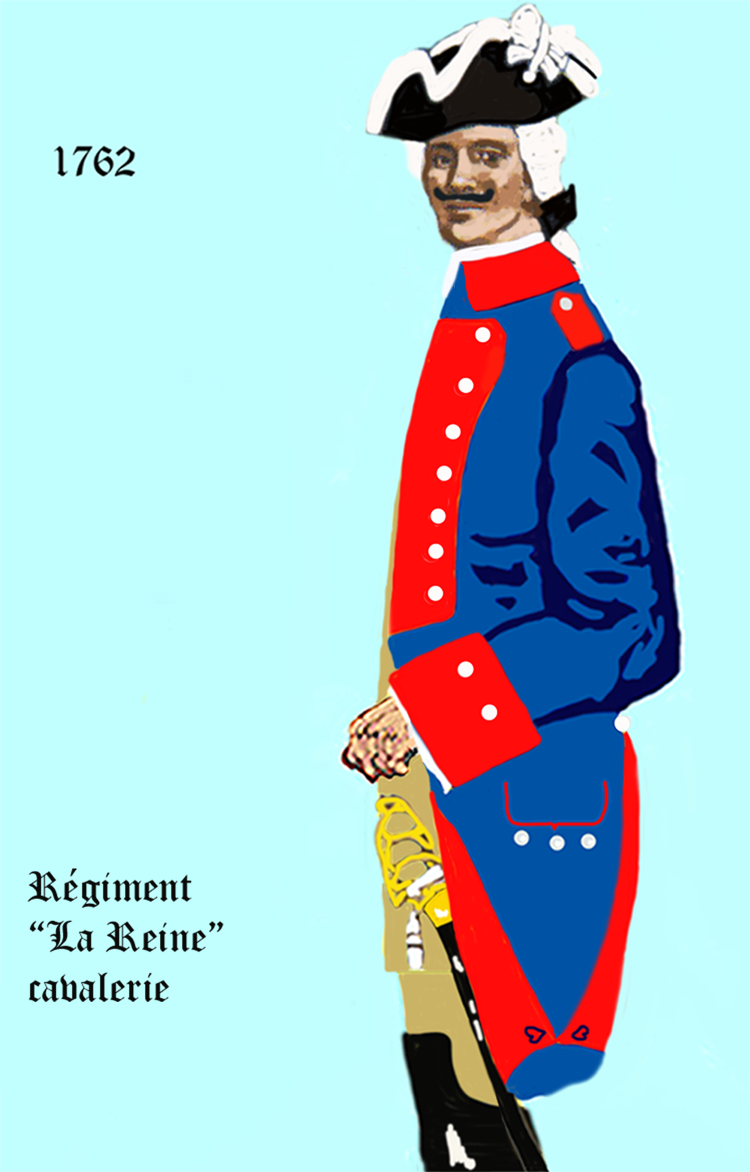
Régiment de La Reine cavalerie de 1762 à 1767

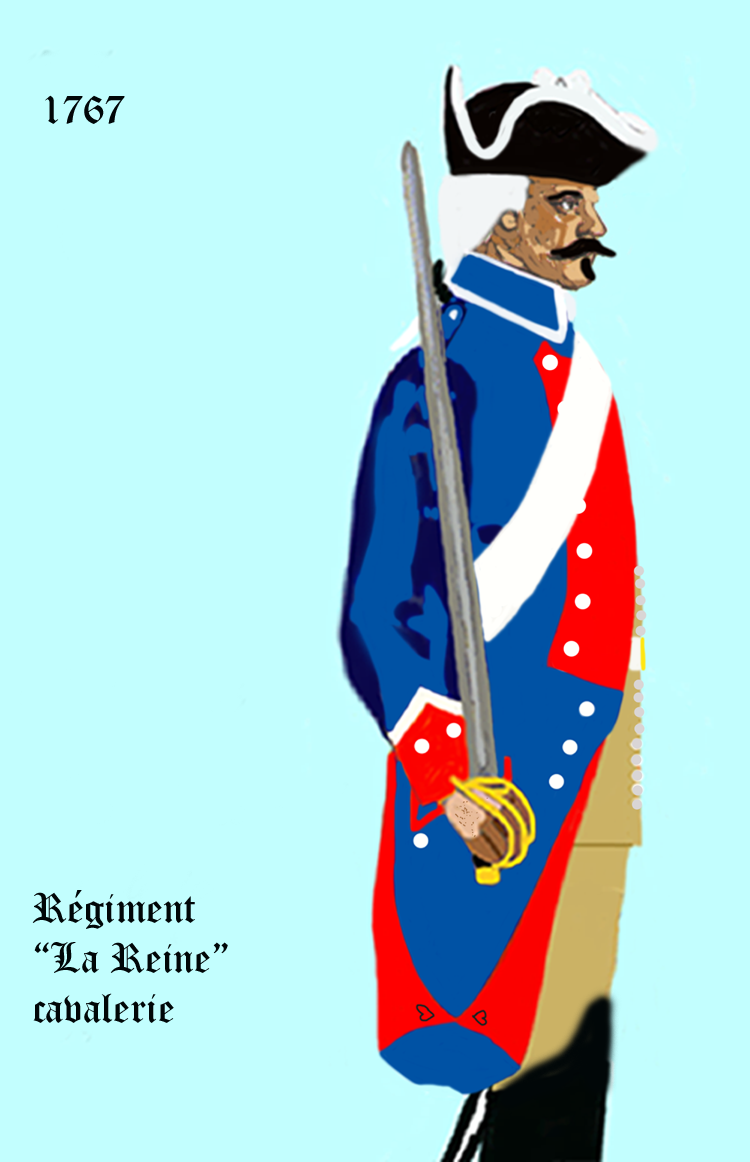
Régiment de La Reine cavalerie de 1767 à 1776
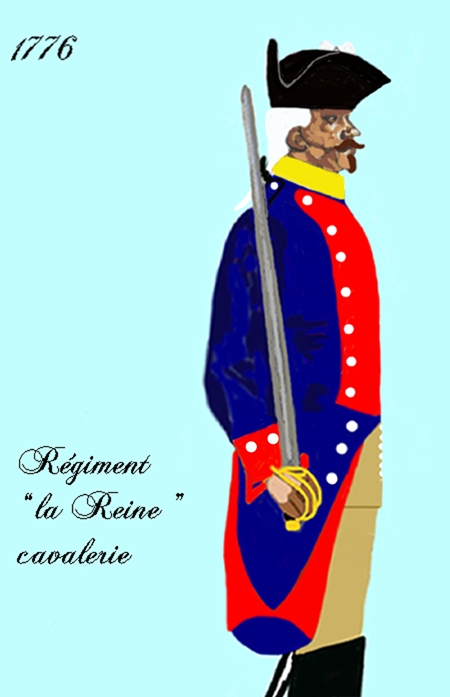
Régiment de La Reine cavalerie de 1776 à 1779
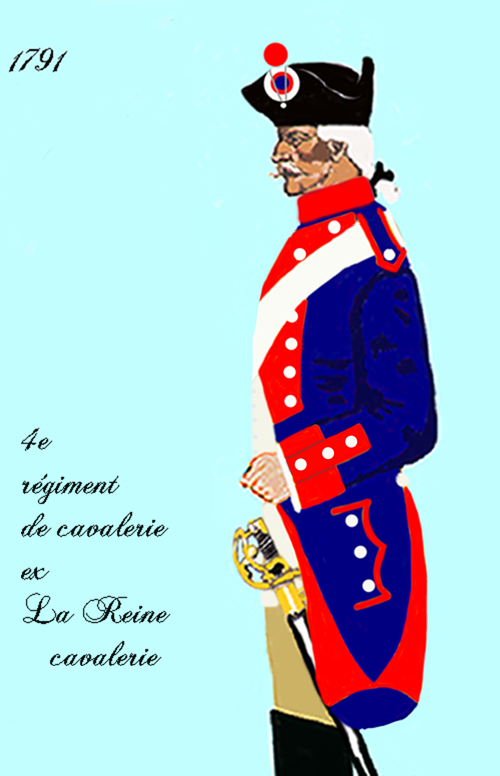
4e Régiment de cavalerie à partir de 1791

## Historique

### Mestres de camp-lieutenants et colonels
- 18 octobre 1651 : Pierre, chevalier de Baradat, maréchal de camp le 18 octobre 1650, † 28 août 1682
- 10 novembre 1652 : N., comte de Roussillon
- 1656 : François-Henri du Prat, marquis de Nantouillet
- 20 janvier 1666 : N., marquis de Villiers
- 1676 : N., comte de Rochebonne
- 14 juin 1688 : Jean-Baptiste Gaston, marquis de Choiseul-Praslin
- 29 août 1693 : François du Rozel de Cagny, commandeur du Rozel
- 1er novembre 1693 : N. de Poujols, comte de Thézan
- 1706 : N. de Baschi, marquis du Cayla
- 22 septembre 1706 : François de Baschi de Saussan, marquis du Cayla, frère du précédent, brigadier le 1er février 1719, maréchal de camp le 20 février 1734, lieutenant général des armées du roi le 1er mars 1738
- 20 février 1734 : Louis Charles Antoine, marquis de Beauvau, maréchal de camp le 20 février 1743, † 24 juin 1744
- 6 mars 1743 : Philippe Christophe Amateur, comte de Galiffet, brigadier le 1er janvier 1748, maréchal de camp le 10 février 1759, † 13 août 1759
- 10 février 1759 : Louis Aubert, marquis de Tourny
- 13 mars 1771 : Jean-Baptiste Guillaume Nicolas, chevalier du Barry
- 17 juin 1776 : Jacques Henri Salomon Joseph, comte de Roucy
- 21 septembre 1788 : François René Hervé de Carbonnel, vicomte de Canisy
- 5 mars 1792 : Charles Ignace, chevalier de Raincourt
- 13 avril 1792 : Pierre de Roux, général de brigade le 8 mars 1793, † 21 février 1833
- 4 novembre 1792 : François Louis de La Goublaye
- 9 février 1794 : Joseph d’Aban
- 5 juillet 1794 : Dominique Martin La Meuse
- 2 octobre 1794 : Jean-Baptiste Antoine Laplanche
- 31 août 1803 : Fulgent Herbaut
- 25 juin 1808 : Francesco, prince Aldobrandini Borghèse
- 23 janvier 1812 : Michel Menou Dujon
- 11 mai 1815 : Jean-Baptiste Nicolas Habert

### Campagnes et batailles
- Guerre de Succession d'Espagne

15 novembre 1703: bataille de Spire
- 1760: Bataille de Corbach

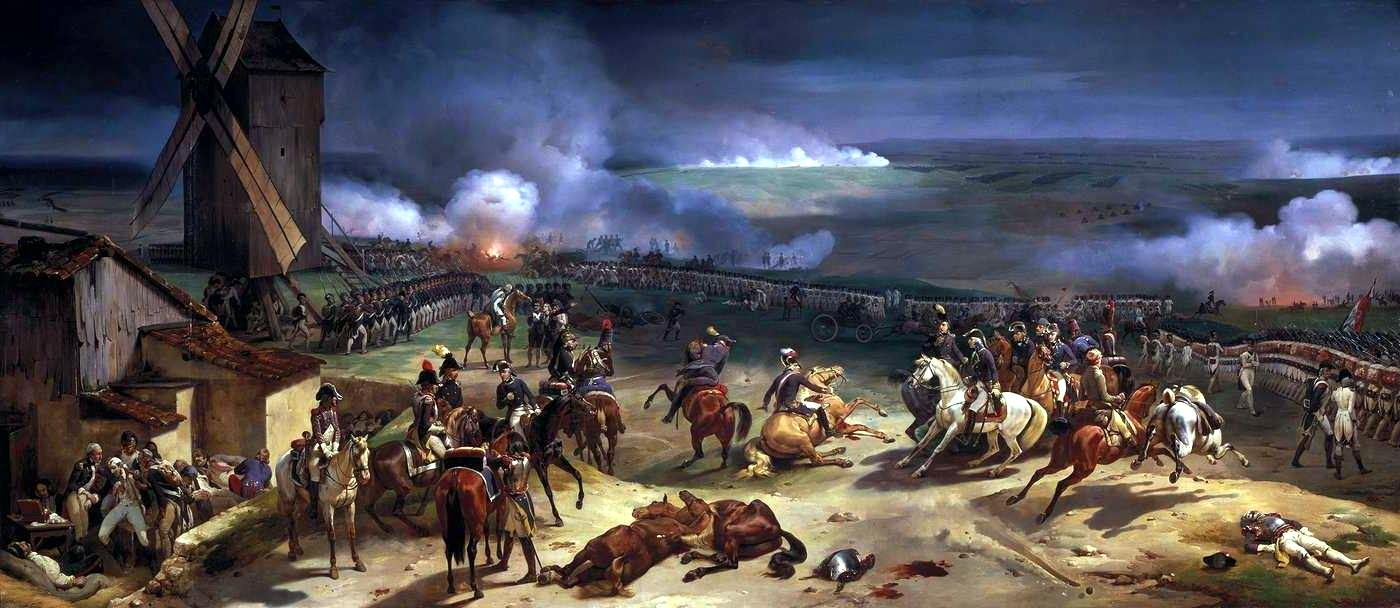
Bataille de Valmy (20 septembre 1792), par Jean-Baptiste Mauzaisse.

Le 4e régiment de cavalerie a fait les campagnes de 1792 à 1794 aux armées de la Moselle et de Sambre-et-Meuse.
Il a fait les campagnes de l’an IV à l’armée de Rhin-et-Moselle ; an V à l’armée de Sambre-et-Meuse ; an VI aux armées d’Allemagne, de Mayence et d’Helvétie ; an VII aux armées de Mayence, du Danube et du Rhin ; ans VIII et IX à l’armée du Rhin.
Le 4e régiment de cuirassiers a fait les campagnes de l’an XIII à 1806 à l’armée d’Italie ; 1807 et 1808 au 3e corps de réserve de cavalerie ; 1809 et 1810 au 2e corps de l’armée d’Allemagne et au 11e corps de réserve de cavalerie ; 1811 au camp d’Utrecht ; 1812 au corps d’observation de l’Elbe et au 3e corps de réserve de la Grande Armée ; 1813 et 1814 à Hambourg (1er corps de cavalerie) ; 1815 à la 1re division de réserve de cavalerie.
Le fond du 4e régiment de cuirassiers a été versé dans le 1er régiment de cuirassiers La Reine, qui a également reçu le fond du 10e, ex Royal-Cravates cavalerie.

### Quartiers
- Viessembourg et Landau[2]